# Альдгісл II
Альдгісл II (д/н — бл. 748) — напівлегендарний король фризів в 734—748 роках.

## Життєпис
Найбільш ранні відомості про нього містяться в праці історика XV століття Йоханна Лейденського. Більше відомостей про Альдгісла II навів історик XVI століття Еггерік Бенінг у «Фризькій хроніці», що створив записи на «старих» джерелах. Згідно з цими авторами Альдгісл II був сином і спадкоємцем короля фризів Радбода і панував в 723—737 роках. Альдгіслу II приписувалось заснування міст Горна і Алкмара. Згідно з переказами, братом і співправителем Альдгісла II був Поппо, і незабаром після того, як той 734 року загинув у битві проти Карла Мартела, Альдгісл помер від горя. За даними Еггеріка Бенінг, король був похований в Ставорене поруч зі своїм батьком. Новим правителем фризів став його старший син Гондеболд. Ще один син Альдгісла II — Радбод II — також був правителем фризів, а дочка Конівелла (в хрещенні Адель) стала дружиною знатного фриза Абельріка і матір'ю Утрехтських єпископів Фредеріка і Альберіка II.
В подальшому правління Альдгісла II розглядали у 734—748 роках. Втім сучасні дослідники ставлять існування та правління цього короля під сумнів, оскільки в ранньосередньовічних хроніках відсутні записи про нього. Разом з тим він міг правити частиною фризів на схід від річки Лауерс (нинішній Гронінген і Східна Фризія), адже володіння франків простягалися лише до річки Лауерс. Втім його титул ймовірно не був визнаний.